# Союз общин Средней Шуссентали
Союз общин Средней Шуссентали, находящийся в Равенсбурге, включает города и общины в агломерации Средняя Шуссенталь в Верхней Швабии с общим населением около 90 000 жителей.
Членами являются крупные окружные города Равенсбург и Вайнгартен (Вюртемберг), а также окружные муниципалитеты Берг, Байенфурт и Баиндт.
Союз общин берет на себя административные задачи входящих в нее муниципалитетов. Он определяет общую политику для городов и общин среднего Шуссенталя. В сферу его специализации входят планирование землепользования, местный общественный транспорт и центры образования для взрослых.